# 小岩駅

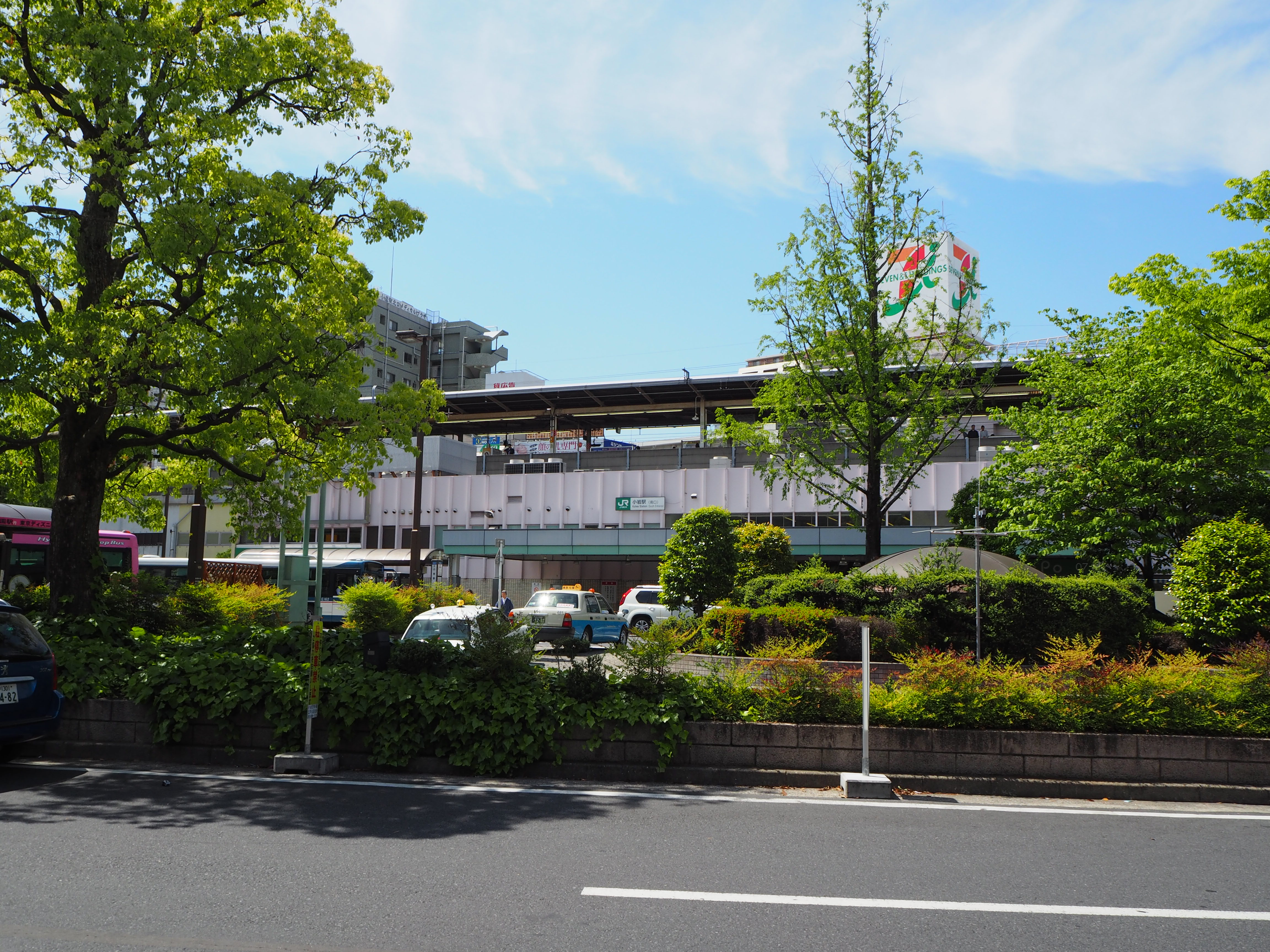
南口（2015年5月）

小岩駅（こいわえき）は、東京都江戸川区南小岩七丁目にある、東日本旅客鉄道（JR東日本）の駅である。

## 乗り入れ路線
乗り入れている路線は総武本線であるが、当駅には緩行線を走る中央・総武線各駅停車のみが停車する。駅番号はJB 26。
特定都区市内制度における「東京都区内」に属する。東隣の市川駅が千葉県であることから、当駅が総武本線における東京都区内の東限となる。また、武蔵野線の西船橋駅以遠・京葉線の南船橋駅以遠から葛西臨海公園駅経由で東京都区内に直通する場合、東京都区内発着の乗車券と当駅発着の乗車券を併用することで乗車可能となっている（旅客営業取扱基準規程155条）。
また当駅は、総武本線の貨物列車用の支線である越中島支線・新金貨物線の書類上の起点駅となっているが、物理的には当駅 - 新小岩駅間にある新小岩信号場駅構内から分岐している。当駅が起点になっているのは、本来の起点駅であった新小岩操駅（現・新小岩信号場駅）が1986年（昭和61年）にいったん廃止された際に、起点が当駅に変更され、翌1987年（昭和62年）の新小岩操駅再設置後もそのままとなっているためである。当駅 - 新小岩信号場駅間 (2.3 km) は本線と重複扱いとなったため、独立した貨物線および貨物設備は一切ない。
強風が発生した場合、江戸川橋梁を通る当駅 - 市川駅間で徐行運転が行われる場合がある。

## 歴史
- 1899年（明治32年）5月24日：総武鉄道の駅として開業[1]。
- 1907年（明治40年）9月1日：鉄道国有法により買収され、国有化[1]。
- 1909年（明治42年）10月12日：国有鉄道線路名称の設定により、総武本線所属となる[1]。
- 1945年（昭和20年）6月10日：空襲による被害を受ける[1]。
- 1987年（昭和62年）4月1日：国鉄分割民営化に伴い、東日本旅客鉄道（JR東日本）の駅となる[1]。
- 1990年（平成2年）12月25日：改札前に設置された栃錦像が除幕される。
- 1992年（平成4年）南口地下タクシー待機所が完成[3]。
- 2001年（平成13年）11月18日：ICカード「Suica」の利用が可能となる[4]。
- 2020年（令和2年）11月1日：スマートホームドアの使用を開始[5]。
- 2022年（令和4年）2月28日：みどりの窓口の営業を終了[6][7]。

## 駅構造
島式ホーム1面2線を有する高架駅であり、ホーム上にはホームドアも設置されている。
駅の高架下は1階・地階の2層構造のショッピングセンター「シャポー小岩」になっている（後述）。Suica対応自動改札機、多機能券売機、指定席券売機が設置されている。
錦糸町営業統括センター管内の直営駅で、副所長兼駅長が配置されている。ただし、ショッピングセンター口改札には駅員は配置されておらず、終日インターホンにて遠隔対応を行う。
駅構内の改札前には、地元出身の第44代横綱・栃錦の像があり、待ち合わせ場所の目印にもなっている。栃錦は当駅近くの江戸川区立下小岩小学校の卒業生でもある。
駅はバリアフリー化が進んでおり、エレベーターやエスカレーターが至る所に設置されており、階段を使わなくても駅内および地下ショッピングセンターを自由に移動することが可能である。

### のりば
| 番線 | 路線               | 方向 | 行先                   |
| ---- | ------------------ | ---- | ---------------------- |
| 1    | 総武線（各駅停車） | 西行 | 秋葉原・新宿・中野方面 |
| 2    | 総武線（各駅停車） | 東行 | 市川・津田沼・千葉方面 |

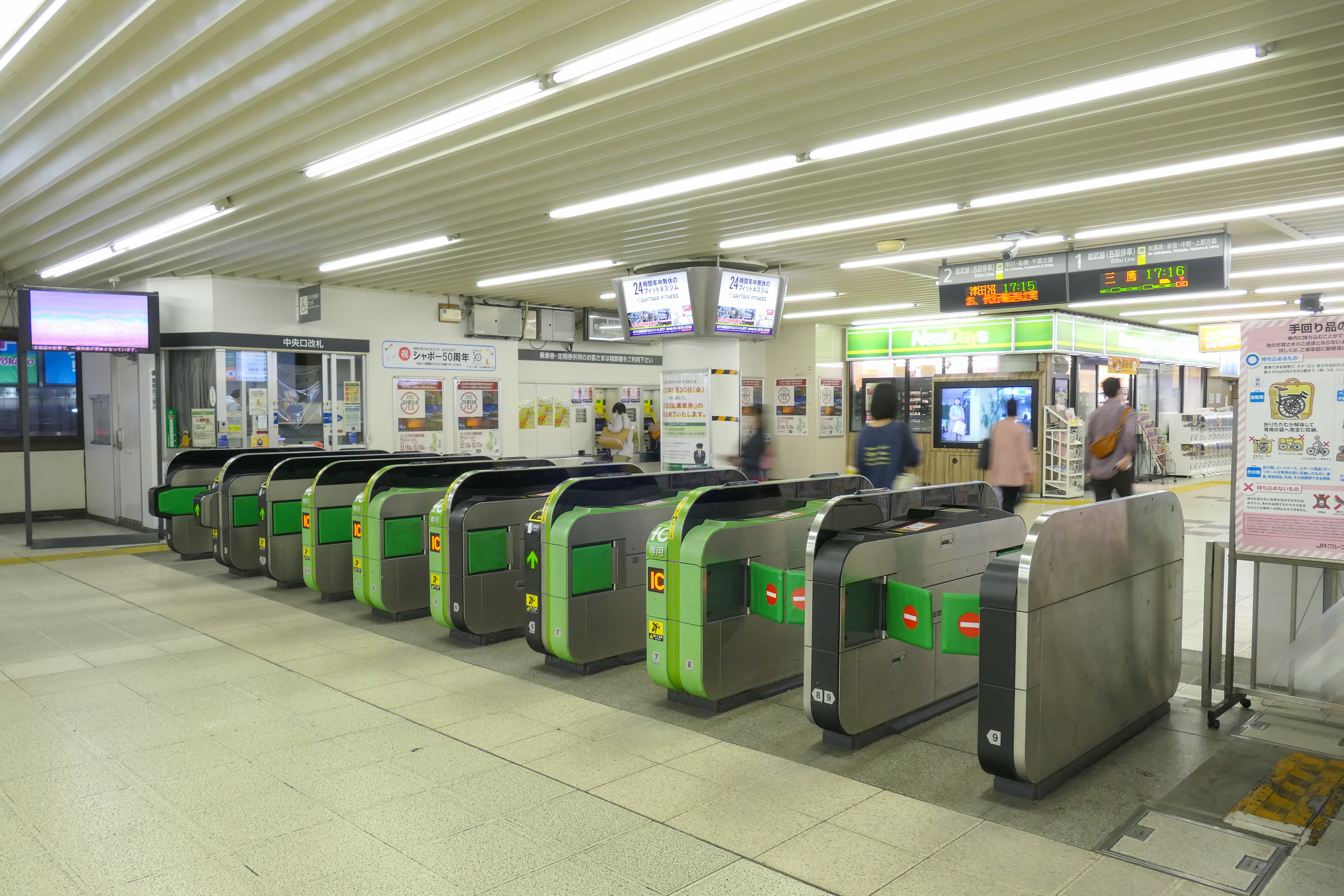
中央口改札（2022年10月）
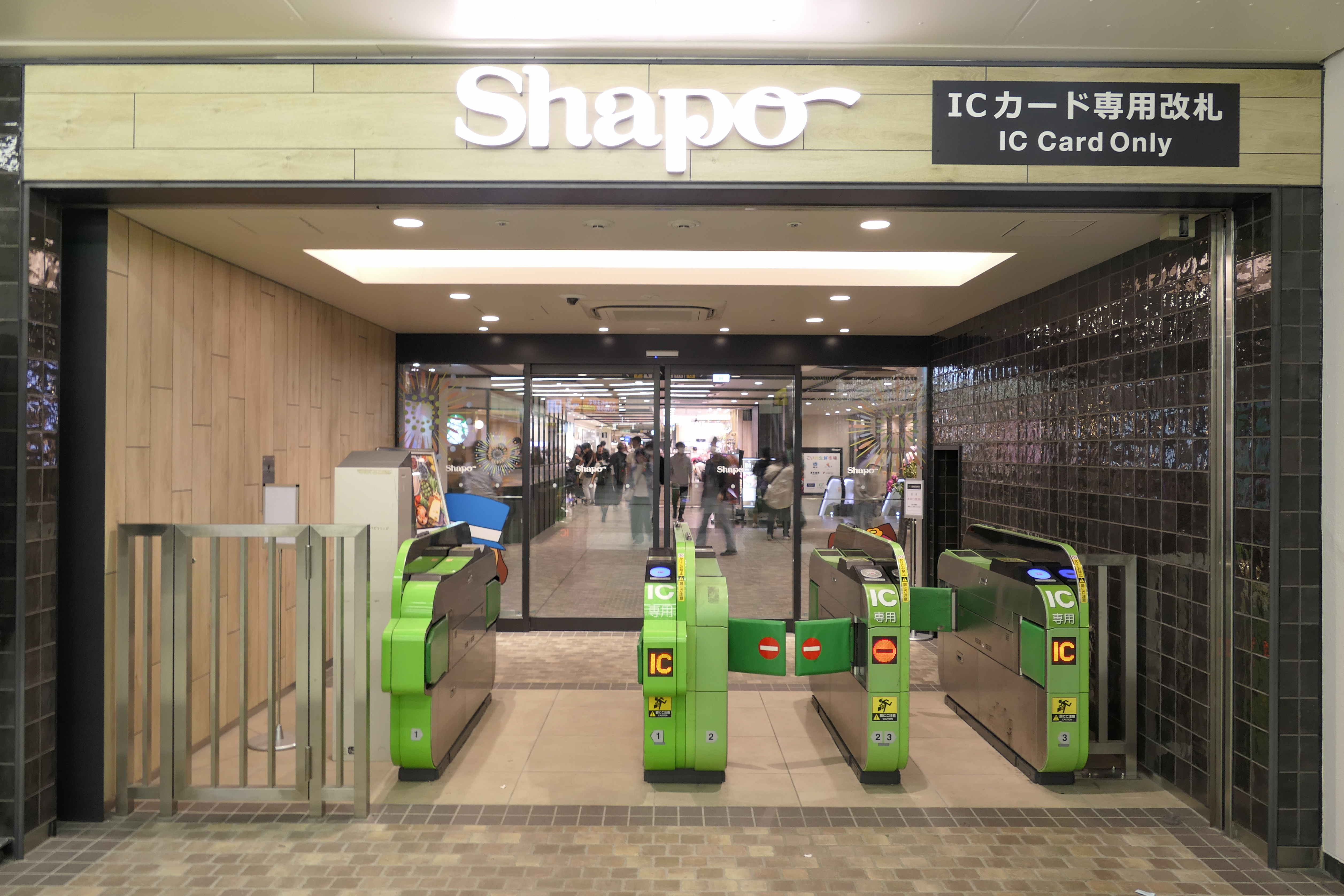
ショッピングセンター口改札（2023年5月）
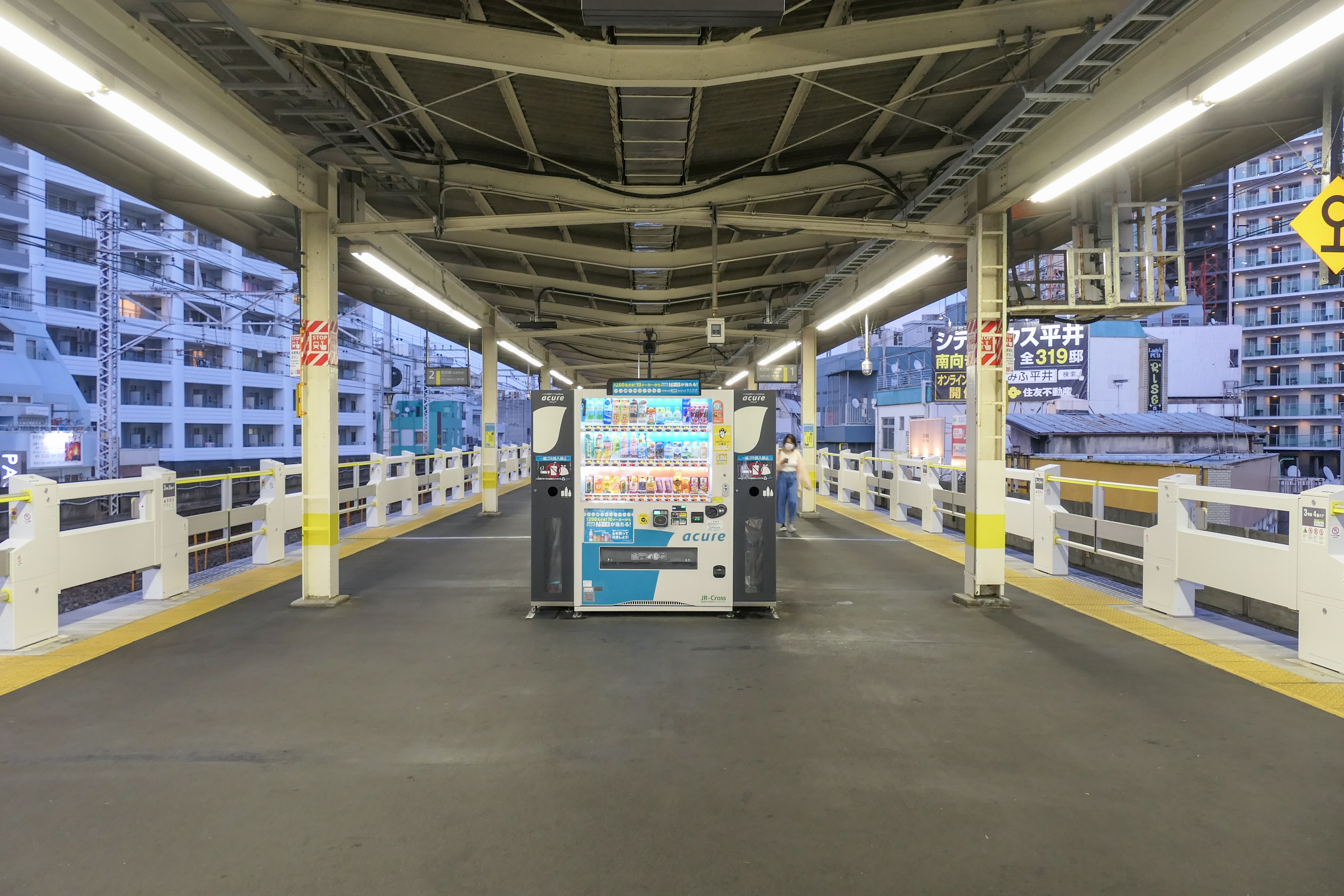
ホーム（2022年10月）

## 利用状況
2023年度（令和5年度）の1日平均乗車人員は58,306人である。JR東日本管内の駅の中では橋本駅に次いで第68位で、東隣で快速停車駅の市川駅や稲毛駅より利用者が多い。また、総武快速線の通過駅では西船橋駅に次いで多く、中央線区間を含め、中央・総武線内（千葉駅 - 三鷹駅 - 高尾駅）の他路線・快速との乗り換えのない駅としては最も利用者が多い。JR東日本全体における乗り換えのない駅としては大森駅・川口駅に次いで第3位。駅周辺には学校が多いため、登・下校時間帯は学生らで賑わう。
1990年度（平成2年度）以降の推移は以下のとおりである。
| 1日平均乗車人員推移 | 1日平均乗車人員推移 | 1日平均乗車人員推移 | 1日平均乗車人員推移 | 1日平均乗車人員推移 | 1日平均乗車人員推移 | 1日平均乗車人員推移 | 1日平均乗車人員推移 | 1日平均乗車人員推移 |
| 年度                | 定期外              | 定期                | 合計                | 前年度比            | 順位                | 出典                | 出典                | 出典                |
| 年度                | 定期外              | 定期                | 合計                | 前年度比            | 順位                | JR                  | 東京都              | 江戸川区            |
| ------------------- | ------------------- | ------------------- | ------------------- | ------------------- | ------------------- | ------------------- | ------------------- | ------------------- |
| 1990年（平成02年）  |                     |                     | 65,447              |                     |                     |                     | [ 都 1 ]            |                     |
| 1991年（平成03年）  |                     |                     | 67,598              |                     |                     |                     | [ 都 2 ]            |                     |
| 1992年（平成04年）  |                     |                     | 68,025              |                     |                     |                     | [ 都 3 ]            |                     |
| 1993年（平成05年）  |                     |                     | 68,359              |                     |                     |                     | [ 都 4 ]            |                     |
| 1994年（平成06年）  |                     |                     | 67,868              |                     |                     |                     | [ 都 5 ]            |                     |
| 1995年（平成07年）  |                     |                     | 67,779              |                     |                     |                     | [ 都 6 ]            |                     |
| 1996年（平成08年）  | 23,066              | 44,303              | 67,369              |                     |                     |                     | [ 都 7 ]            | [ 江 1 ]            |
| 1997年（平成09年）  | 22,654              | 42,924              | 65,578              |                     |                     |                     | [ 都 8 ]            | [ 江 1 ]            |
| 1998年（平成10年）  | 22,444              | 42,125              | 64,569              |                     |                     |                     | [ 都 9 ]            | [ 江 1 ]            |
| 1999年（平成11年）  | 22,569              | 41,774              | 64,343              |                     | 61位                | [ JR 2 ]            | [ 都 10 ]           | [ 江 1 ]            |
| 2000年（平成12年）  | 22,626              | 42,132              | 64,758              |                     | 60位                | [ JR 3 ]            | [ 都 11 ]           | [ 江 1 ]            |
| 2001年（平成13年）  | 22,585              | 42,513              | 65,098              |                     | 61位                | [ JR 4 ]            | [ 都 12 ]           | [ 江 2 ]            |
| 2002年（平成14年）  | 22,553              | 42,411              | 64,964              |                     | 62位                | [ JR 5 ]            | [ 都 13 ]           | [ 江 3 ]            |
| 2003年（平成15年）  | 22,537              | 42,153              | 64,690              |                     | 63位                | [ JR 6 ]            | [ 都 14 ]           | [ 江 4 ]            |
| 2004年（平成16年）  | 21,946              | 41,959              | 63,905              |                     | 63位                | [ JR 7 ]            | [ 都 15 ]           | [ 江 5 ]            |
| 2005年（平成17年）  | 22,024              | 41,960              | 63,984              |                     | 63位                | [ JR 8 ]            | [ 都 16 ]           | [ 江 6 ]            |
| 2006年（平成18年）  | 22,122              | 42,127              | 64,249              |                     | 62位                | [ JR 9 ]            | [ 都 17 ]           | [ 江 7 ]            |
| 2007年（平成19年）  | 22,650              | 42,363              | 65,013              |                     | 62位                | [ JR 10 ]           | [ 都 18 ]           | [ 江 8 ]            |
| 2008年（平成20年）  | 22,298              | 42,413              | 64,711              |                     | 64位                | [ JR 11 ]           | [ 都 19 ]           | [ 江 9 ]            |
| 2009年（平成21年）  | 21,923              | 41,807              | 63,730              |                     | 65位                | [ JR 12 ]           | [ 都 20 ]           | [ 江 10 ]           |
| 2010年（平成22年）  | 21,468              | 41,571              | 63,039              |                     | 65位                | [ JR 13 ]           | [ 都 21 ]           | [ 江 11 ]           |
| 2011年（平成23年）  | 21,134              | 40,918              | 62,052              |                     | 66位                | [ JR 14 ]           | [ 都 22 ]           | [ 江 12 ]           |
| 2012年（平成24年）  | 21,395              | 40,952              | 62,347              |                     | 68位                | [ JR 15 ]           | [ 都 23 ]           | [ 江 13 ]           |
| 2013年（平成25年）  | 21,638              | 41,649              | 63,288              |                     | 68位                | [ JR 16 ]           | [ 都 24 ]           | [ 江 14 ]           |
| 2014年（平成26年）  | 21,975              | 41,264              | 63,239              |                     | 68位                | [ JR 17 ]           | [ 都 25 ]           | [ 江 15 ]           |
| 2015年（平成27年）  | 22,379              | 42,186              | 64,565              |                     | 68位                | [ JR 18 ]           | [ 都 26 ]           | [ 江 16 ]           |
| 2016年（平成28年）  | 22,215              | 42,988              | 65,204              | 1.0%                | 70位                | [ JR 19 ]           | [ 都 27 ]           | [ 江 17 ]           |
| 2017年（平成29年）  | 22,408              | 43,600              | 66,009              | 1.2%                | 69位                | [ JR 20 ]           | [ 都 28 ]           | [ 江 18 ]           |
| 2018年（平成30年）  | 22,486              | 43,994              | 66,480              | 0.7%                | 69位                | [ JR 21 ]           | [ 都 29 ]           | [ 江 19 ]           |
| 2019年（令和元年）  | 21,778              | 44,347              | 66,125              | −0.5%               | 69位                | [ JR 22 ]           | [ 都 30 ]           | [ 江 20 ]           |
| 2020年（令和02年）  | 15,698              | 34,705              | 50,403              | −23.8%              | 60位                | [ JR 23 ]           | [ 都 31 ]           | [ 江 21 ]           |
| 2021年（令和03年）  | 17,862              | 34,604              | 52,467              | 4.1%                | 61位                | [ JR 24 ]           | [ 都 32 ]           | [ 江 22 ]           |
| 2022年（令和04年）  | 19,912              | 35,650              | 55,563              | 5.9%                | 68位                | [ JR 25 ]           | [ 都 33 ]           | [ 江 23 ]           |
| 2023年（令和05年）  | 21,116              | 37,189              | 58,306              | 104.9%              | 68位                | [ JR 1 ]            |                     |                     |

## 駅周辺
駅周辺は歓楽街、商店街が密集している。駅東側を通る小岩中央通りの北口側にはハングルの看板を掲げた朝鮮料理店や韓国物産店が立ち並び、小規模ながら「コリア・タウン」の様相を呈している。
京成小岩駅までは徒歩で20分ほど、京成バス利用で10分ほどであり、乗り換えにはあまり適さない。
フラワーロード商店街の中にエフエム江戸川 (84.3MHz) のスタジオがある。
高架下のショッピングセンター「シャポー小岩」は、1972年（昭和47年）7月15日に「小岩PoPo」としてオープンし、2007年（平成19年）3月23日にリニューアルオープンした。リニューアルオープン後の店舗面積は1万3559平方メートル、店舗数は103。全店舗がSuicaショッピングサービスに対応している。駅改札口を中心に東西方向に細長く展開し、東西線路方向の通路延長は約380メートル。各店舗にはシャッターが取り付けられ、館内営業時間内に限られていた東西方向の通路の開放が初電から終電までに拡大された。
地階では南北方向の横断通路も新たに開放された。地階には猫のイメージマスコット「ポポちゃん」を模った子供向けの「ぽぽちゃん広場」、水で安らぎを演出する休憩スペース「ぽぽの泉」、休憩所、抽選会など催し物に使用できる「ぽぽちゃんの森」が新設された。
2016年（平成28年）4月15日に「シャポー小岩」となった。
シャポー小岩の千葉側は改装され、2023年（令和5年）3月30日にリニューアルオープンした。なお、オープン当初の2023年（令和5年）3月30日と翌31日は事前入館予約制となっていた。また、シャポー小岩の東京側も2024年（令和6年）3月25日にリニューアルオープンした。

### 北口
- イトーヨーカドー小岩店
- 愛国中学校・高等学校
- 愛国学園短期大学
- 小岩駅北口通り
- 三菱UFJ銀行 小岩支店
- 小岩菖蒲園
- 小岩神社

### 南口
- 江戸川女子中学校・高等学校
- 警視庁小岩警察署
- 江戸川区小岩区民館（江戸川区小岩事務所）
- 東京文化美容専門学校
- 小岩駅前交番
- フラワーロード商店街
- サンロード商店街
- 昭和通り商店街
- 江戸川病院
- 田子ノ浦部屋
- ピカソ 小岩駅前店
- 南小岩フラワーロード郵便局
- 小岩神社
- 三井住友銀行 小岩支店
- 野村證券 小岩支店
- みずほ銀行 小岩支店
- FM江戸川（エフエム江戸川）

## バス路線
最寄りのバス停留所は、駅南口交通広場にある小岩駅（都営バスのみ小岩駅前）と、駅北側約200メートルのところを通る蔵前橋通りにある小岩駅北口となる。以下の路線が乗り入れ、都営バス・京成バス・京成バス東京・東京空港交通により運行されている。
| のりば                    | 運行事業者                         | 系統・行先                                                                |
| 小岩駅・小岩駅前          | 小岩駅・小岩駅前                   | 小岩駅・小岩駅前                                                          |
| ------------------------- | ---------------------------------- | ------------------------------------------------------------------------- |
| 0                         | 京成バス                           | - SS07：葛西臨海公園駅／東京ディズニーシー - 空港連絡バス：成田空港       |
| 0                         | - 京成バス - 東京空港交通          | 空港連絡バス：羽田空港                                                    |
| 1                         | 京成バス                           | 小55：金町駅                                                              |
| 2                         | 京成バス                           | - 小72：瑞江駅／一之江駅／江戸川スポーツランド - 臨時：小岩菖蒲園         |
| 3                         | 京成バス                           | 小73：江戸川清掃工場／江戸川スポーツランド／瑞江駅                        |
| 4                         | 京成バス東京                       | - 小74：小松川警察署 - 小74出入：葛飾営業所                               |
| 4                         | 都営バス                           | - 錦27：錦糸町駅前／両国駅前 - 錦27-2：船堀駅前                           |
| 5                         | 京成バス                           | 小76：江戸川スポーツランド／江戸川清掃工場／葛西駅                        |
| 小岩駅北口                |                                    |                                                                           |
|                           | 京成バス東京                       | - 新小52：市川駅／新小岩駅東北広場／葛飾営業所 - 小54：京成小岩駅／亀有駅 |
| - 京成バス - 京成バス東京 | 細02：（細田循環）新小岩駅東北広場 |                                                                           |

## 隣の駅
東日本旅客鉄道（JR東日本）
 総武線（各駅停車）
新小岩駅 (JB 25) - 小岩駅 (JB 26) - 市川駅 (JB 27)
総武本線貨物支線（越中島支線・新金貨物線：東日本旅客鉄道が第一種鉄道事業者、日本貨物鉄道が第二種鉄道事業者である）
小岩駅 - 新小岩信号場駅

### 記事本文
1. 1 2 3 4 5 6  曽根悟（監修） 著、朝日新聞出版分冊百科編集部 編『週刊 歴史でめぐる鉄道全路線 国鉄・JR』 26号 総武本線・成田線・鹿島線・東金線、朝日新聞出版〈週刊朝日百科〉、2010年1月17日、16-19頁。
2. ↑  ＪＲ総武線小岩駅／ホームメイト
3. ↑  “江戸川区都市計画マスタープラン 地域別構想 小岩地域”.   江戸川区 (2019年3月19日). 2022年4月25日閲覧。
4. ↑  “Suicaご利用可能エリアマップ（2001年11月18日当初）” (PDF).   東日本旅客鉄道. 2019年7月27日時点のオリジナルよりアーカイブ。2020年4月24日閲覧。
5. ↑  『より安全な駅ホーム・踏切の実現に向けた取組みについて』（PDF）（プレスリリース）東日本旅客鉄道、2020年4月7日。オリジナルの2020年4月7日時点におけるアーカイブ。2020年4月7日閲覧。
6. ↑  “駅の情報（小岩駅）：JR東日本”.   東日本旅客鉄道. 2022年2月2日時点のオリジナルよりアーカイブ。2022年2月2日閲覧。
7. ↑  “駅の運営体制の見直しについて提案、説明を受ける!” (PDF).   JR東労組 千葉地方本部 (2021年12月23日). 2021年12月23日時点のオリジナルよりアーカイブ。2021年12月24日閲覧。
8. 1 2 3  “駅の情報（小岩駅）：JR東日本”.   東日本旅客鉄道. 2024年12月19日閲覧。
9. 1 2  “JR東日本：駅構内図・バリアフリー情報（小岩駅）”.   東日本旅客鉄道. 2024年12月19日閲覧。
10. ↑  『2016年4月15日（金）「小岩ポポ」は「シャポー小岩」に名称変更いたします』（PDF）（プレスリリース）ジェイアール東日本都市開発、2016年2月22日。オリジナルの2019年11月17日時点におけるアーカイブ。2019年11月17日閲覧。
11. ↑  『2023.3.30 シャポー小岩 RENEWAL OPEN! New Shop14ショップを含む42ショップがオープン!』（PDF）（プレスリリース）ジェイアール東日本都市開発、2023年2月20日。2024年12月19日閲覧。
12. ↑  『2024年3月25日10:00 シャポー小岩グランドオープン!』（PDF）（プレスリリース）ジェイアール東日本都市開発、2024年2月26日。2024年12月19日閲覧。
13. ↑  “「JR小岩駅～小岩菖蒲園直通バス」” (PDF).   京成バス. 2021年3月22日閲覧。

### 利用状況
JR東日本
1. 1 2 3  “各駅の乗車人員（2023年度）”.   東日本旅客鉄道. 2024年12月15日閲覧。
2. ↑  “各駅の乗車人員（1999年度）”.   東日本旅客鉄道. 2024年12月19日閲覧。
3. ↑  “各駅の乗車人員（2000年度）”.   東日本旅客鉄道. 2024年12月19日閲覧。
4. ↑  “各駅の乗車人員（2001年度）”.   東日本旅客鉄道. 2024年12月19日閲覧。
5. ↑  “各駅の乗車人員（2002年度）”.   東日本旅客鉄道. 2024年12月19日閲覧。
6. ↑  “各駅の乗車人員（2003年度）”.   東日本旅客鉄道. 2024年12月19日閲覧。
7. ↑  “各駅の乗車人員（2004年度）”.   東日本旅客鉄道. 2024年12月19日閲覧。
8. ↑  “各駅の乗車人員（2005年度）”.   東日本旅客鉄道. 2024年12月19日閲覧。
9. ↑  “各駅の乗車人員（2006年度）”.   東日本旅客鉄道. 2024年12月19日閲覧。
10. ↑  “各駅の乗車人員（2007年度）”.   東日本旅客鉄道. 2024年12月19日閲覧。
11. ↑  “各駅の乗車人員（2008年度）”.   東日本旅客鉄道. 2024年12月19日閲覧。
12. ↑  “各駅の乗車人員（2009年度）”.   東日本旅客鉄道. 2024年12月19日閲覧。
13. ↑  “各駅の乗車人員（2010年度）”.   東日本旅客鉄道. 2024年12月19日閲覧。
14. ↑  “各駅の乗車人員（2011年度）”.   東日本旅客鉄道. 2024年12月19日閲覧。
15. ↑  “各駅の乗車人員（2012年度）”.   東日本旅客鉄道. 2024年12月19日閲覧。
16. ↑  “各駅の乗車人員（2013年度）”.   東日本旅客鉄道. 2024年12月19日閲覧。
17. ↑  “各駅の乗車人員（2014年度）”.   東日本旅客鉄道. 2024年12月19日閲覧。
18. ↑  “各駅の乗車人員（2015年度）”.   東日本旅客鉄道. 2024年12月19日閲覧。
19. ↑  “各駅の乗車人員（2016年度）”.   東日本旅客鉄道. 2024年12月19日閲覧。
20. ↑  “各駅の乗車人員（2017年度）”.   東日本旅客鉄道. 2024年12月19日閲覧。
21. ↑  “各駅の乗車人員（2018年度）”.   東日本旅客鉄道. 2024年12月19日閲覧。
22. ↑  “各駅の乗車人員（2019年度）”.   東日本旅客鉄道. 2024年12月19日閲覧。
23. ↑  “各駅の乗車人員（2020年度）”.   東日本旅客鉄道. 2024年12月19日閲覧。
24. ↑  “各駅の乗車人員（2021年度）”.   東日本旅客鉄道. 2024年12月19日閲覧。
25. ↑  “各駅の乗車人員（2022年度）”.   東日本旅客鉄道. 2024年12月19日閲覧。

東京都統計年鑑
1. ↑  “東京都統計年鑑 平成2年 95～103表 運輸及び通信” (PDF). 東京都統計データアーカイブ.   東京都. 2024年11月27日閲覧。 ※東京都統計データアーカイブより、調査名と対象年を手動選択。
2. ↑  “東京都統計年鑑 平成3年 102～110表 運輸及び通信” (PDF). 東京都統計データアーカイブ.   東京都. 2024年11月27日閲覧。 ※東京都統計データアーカイブより、調査名と対象年を手動選択。
3. ↑  “東京都統計年鑑 平成4年 94～126表 運輸及び通信” (PDF). 東京都統計データアーカイブ.   東京都. 2024年11月27日閲覧。 ※東京都統計データアーカイブより、調査名と対象年を手動選択。
4. ↑  “東京都統計年鑑 平成5年 94～126表 運輸及び通信” (PDF). 東京都統計データアーカイブ.   東京都. 2024年11月27日閲覧。 ※東京都統計データアーカイブより、調査名と対象年を手動選択。
5. ↑  “東京都統計年鑑 平成6年 97～129表 運輸及び通信” (PDF). 東京都統計データアーカイブ.   東京都. 2024年11月27日閲覧。 ※東京都統計データアーカイブより、調査名と対象年を手動選択。
6. ↑  “東京都統計年鑑 平成7年 107～138表 運輸及び通信” (PDF). 東京都統計データアーカイブ.   東京都. 2024年11月27日閲覧。 ※東京都統計データアーカイブより、調査名と対象年を手動選択。
7. ↑  “東京都統計年鑑 平成8年 107～138表 運輸及び通信” (PDF). 東京都統計データアーカイブ.   東京都. 2024年11月27日閲覧。 ※東京都統計データアーカイブより、調査名と対象年を手動選択。
8. ↑  “東京都統計年鑑 平成9年 114 JRの駅別乗車人員” (xls). 東京都統計データアーカイブ.   東京都. 2024年11月27日閲覧。 ※東京都統計データアーカイブより、調査名と対象年を手動選択。
9. ↑  “東京都統計年鑑 平成10年 107～138表 運輸及び通信” (PDF). 東京都統計データアーカイブ.   東京都. 2024年11月27日閲覧。 ※東京都統計データアーカイブより、調査名と対象年を手動選択。
10. ↑  “東京都統計年鑑 平成11年 107～138表 運輸及び通信” (PDF). 東京都統計データアーカイブ.   東京都. 2024年11月27日閲覧。 ※東京都統計データアーカイブより、調査名と対象年を手動選択。
11. ↑  “113 JRの駅別乗車人員（平成8～12年度）” (xls). 東京都統計年鑑 平成12年.   東京都. 2024年11月27日閲覧。
12. ↑  “113 JRの駅別乗車人員” (xls). 東京都統計年鑑 平成13年.   東京都. 2024年11月27日閲覧。
13. ↑  “113 JRの駅別乗車人員” (xls). 東京都統計年鑑 平成14年.   東京都. 2024年11月27日閲覧。
14. ↑  “113 JRの駅別乗車人員” (xls). 東京都統計年鑑 平成15年.   東京都. 2024年11月27日閲覧。
15. ↑  “113 JRの駅別乗車人員” (xls). 東京都統計年鑑 平成16年.   東京都. 2024年11月27日閲覧。
16. ↑  “115 JRの駅別乗車人員” (xls). 東京都統計年鑑 平成17年.   東京都. 2024年11月27日閲覧。
17. ↑  “9-8 JRの駅別乗車人員” (xls). 東京都統計年鑑 平成18年.   東京都. 2024年11月27日閲覧。
18. ↑  “9-8 JRの駅別乗車人員” (xls). 東京都統計年鑑 平成19年.   東京都. 2024年11月27日閲覧。
19. ↑  “9-8 JRの駅別乗車人員” (xls). 東京都統計年鑑 平成20年.   東京都. 2024年11月27日閲覧。
20. ↑  “4-8 JRの駅別乗車人員” (xls). 東京都統計年鑑 平成21年.   東京都. 2024年11月27日閲覧。
21. ↑  “4-8 JRの駅別乗車人員” (xls). 東京都統計年鑑 平成22年.   東京都. 2024年11月27日閲覧。
22. ↑  “4-8 JRの駅別乗車人員” (xls). 東京都統計年鑑 平成23年.   東京都. 2024年11月27日閲覧。
23. ↑  “4-8 JRの駅別乗車人員” (xls). 東京都統計年鑑 平成24年.   東京都. 2024年11月27日閲覧。
24. ↑  “4-8 JRの駅別乗車人員” (xls). 東京都統計年鑑 平成25年.   東京都. 2024年11月27日閲覧。
25. ↑  “4-8 JRの駅別乗車人員” (xls). 東京都統計年鑑 平成26年.   東京都. 2024年11月27日閲覧。
26. ↑  “4-8 JRの駅別乗車人員” (xls). 東京都統計年鑑 平成27年.   東京都. 2024年11月27日閲覧。
27. ↑  “4-8 JRの駅別乗車人員” (xls). 東京都統計年鑑 平成28年.   東京都. 2024年11月27日閲覧。
28. ↑  “4-8 JRの駅別乗車人員” (xls). 東京都統計年鑑 平成29年.   東京都. 2024年11月27日閲覧。
29. ↑  “4-8 JRの駅別乗車人員” (xls). 東京都統計年鑑 平成30年.   東京都. 2024年11月27日閲覧。
30. ↑  “4-8 JRの駅別乗車人員” (xls). 東京都統計年鑑 平成31年・令和元年.   東京都. 2024年11月27日閲覧。
31. ↑  “4-8 JRの駅別乗車人員” (xls). 東京都統計年鑑 令和2年.   東京都. 2024年11月27日閲覧。
32. ↑  “4-8 JRの駅別乗車人員” (xls). 東京都統計年鑑 令和3年.   東京都. 2024年11月27日閲覧。
33. ↑  “4-8 JRの駅別乗車人員” (xls). 東京都統計年鑑 令和4年.   東京都. 2024年11月27日閲覧。

統計江戸川
1. ↑  “統計江戸川 平成13年版” (PDF).   江戸川区. p. 175. 2024年12月18日閲覧。
2. ↑  “統計江戸川 平成14年版” (PDF).   江戸川区. p. 171. 2024年12月18日閲覧。
3. ↑  “統計江戸川 平成15年版” (PDF).   江戸川区. p. 181. 2024年12月18日閲覧。
4. ↑  “統計江戸川 平成16年版” (PDF).   江戸川区. p. 181. 2024年12月18日閲覧。
5. ↑  “統計江戸川 平成17年版” (PDF).   江戸川区. p. 183. 2024年12月18日閲覧。
6. ↑  “統計江戸川 平成18年版” (PDF).   江戸川区. p. 183. 2024年12月18日閲覧。
7. ↑  “統計江戸川 平成19年版” (PDF).   江戸川区. p. 181. 2024年12月18日閲覧。
8. ↑  “統計江戸川 平成20年版” (PDF).   江戸川区. p. 179. 2024年12月18日閲覧。
9. ↑  “統計江戸川 平成21年版” (PDF).   江戸川区. p. 179. 2024年12月18日閲覧。
10. ↑  “統計江戸川 平成22年版” (PDF).   江戸川区. p. 187. 2024年12月18日閲覧。
11. ↑  “統計江戸川 平成23年版” (PDF).   江戸川区. p. 189. 2024年12月18日閲覧。
12. ↑  “統計江戸川 平成24年版” (PDF).   江戸川区. p. 191. 2024年12月18日閲覧。
13. ↑  “統計江戸川 平成25年版” (PDF).   江戸川区. p. 195. 2024年12月18日閲覧。
14. ↑  “統計江戸川 平成26年版” (PDF).   江戸川区. p. 195. 2024年12月18日閲覧。
15. ↑  “統計江戸川 平成27年版” (PDF).   江戸川区. p. 193. 2024年12月18日閲覧。
16. ↑  “統計江戸川 平成28年版” (PDF).   江戸川区. p. 207. 2024年12月18日閲覧。
17. ↑  “12 運輸” (PDF). 2017年（平成29年） 統計江戸川.   江戸川区. p. 191. 2024年12月18日閲覧。
18. ↑  “12 運輸” (PDF). 2018年（平成30年） 統計江戸川.   江戸川区. p. 191. 2024年12月18日閲覧。
19. ↑  “12 運輸” (PDF). 2019年（令和元年） 統計江戸川.   江戸川区. p. 191. 2024年12月18日閲覧。
20. ↑  “統計江戸川 令和2年版” (PDF).   江戸川区. p. 181. 2024年12月18日閲覧。
21. ↑  “12 運輸” (PDF). 2021年（令和3年） 統計江戸川.   江戸川区. p. 187. 2024年12月18日閲覧。
22. ↑  “12 運輸” (PDF). 2022年（令和4年） 統計江戸川.   江戸川区. p. 185. 2024年12月18日閲覧。
23. ↑  “12 運輸” (PDF). 2023年（令和5年） 統計江戸川.   江戸川区. p. 185. 2024年12月18日閲覧。